# Metax
Metax var navnet på et en dansk kæde af ubemandede tankstationer i Danmark mellem 1971 og 2007.
Selskabet begyndte i 1892 i Aalborg som N.K. Strøyberg, der beskæftigede sig med kul- og koksimport og pramsejlads over Limfjorden. Virksomheden skiftede i 1971 navn til METAX-OLIE A/S, samme år som den første tankstation blev åbnet.
I 1979 blev selskabet opkøbt af Shell, men fortsatte stadig som et datterselskab under navnet Metax. Sidst i 2000'erne blev de 70 tankstationer omdøbt til Shell Express, dog stadig med kontor i Aalborg.